# Ликово (Упоровський район)
Ли́ково (рос. Лыково) — присілок у складі Упоровського району Тюменської області, Росія.
Населення — 194 особи (2010, 193 у 2002).
Національний склад станом на 2002 рік:
- росіяни — 87 %